# 物理主义
在哲学中，物理主义是本体论中“所有一切都是物理”的概念，同时“没有任何可以超越或在其之上”，或者说所有一切依附于物理而存在。物理主义是本体论中一元论的一种存在形式-一个“单独实体”的对自然真实世界的视角，这是与“双实体”（二元并存理念）和“多实体”（多元并存理念）所对立的世界观。不论“物理的”还是“物理主义”的含义的界定都有过争论。